# David Hodges
David Hall Hodges (Little Rock, Arkansas, SAD, 5. studenog 1978.) je američki glazbenik koji je surađivao u mnogim sastavima, ali je najpoznatiji po svojm angažmanu u rock sastavu Evanescence. Trenutačno ima svoj vlastiti sastav The Age of Information.